# تصوير تشخيصي طبي
يشير مصطلح التصوير التَّشخيصي الطبي إلى التقنيات والعمليات المستخدمة للحصول على صور للجسم البشري (أو أجزاء منه) للأغراض التشخيصية، العلاجية أو البحثية. وهو يعتبر فرع من التصوير البيولوجي الحيوي ويتعاون بشكل كبير مع علم الأشعة، التنظير الداخلي، التصوير الحراري. تعتبر بعض طرق القياس والتسجيل الفيزيولوجي نوعاً من التصوير الطبي حتى وإن كانت لا تنتج صوراً كما هو الحال في التخطيط الدماغي الإلكتروني (EEG) أو التخطيط الدماغي المغناطيسي (MEG) ولكنها تنتج بيانات على شكل خرائط.
في المصطلحات الطبية فإن التصوير الطبي يكون مساوياً لعلم الأشعة بشكل عام كما يطلق على الفني الطبي المسؤول عن إجراء عمليات التصوير الطبي اسم أخصائي أشعة.

## تقنيات التصوير الطبي الحديثة

### التصوير الطبي الشعاعي التنظيري

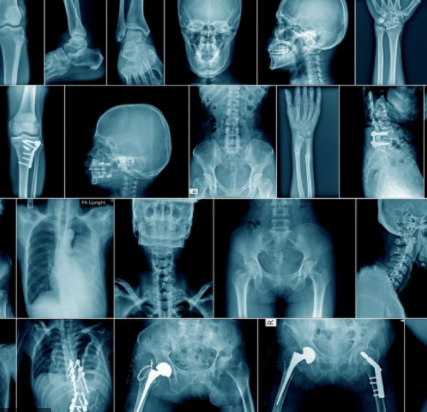
مقاطع بالاشعة لمختلف مناطق الجسم

أيضاً يعرف باسم التصوير بالأشعة السينية التنظيرية، ويستخدم عادة لتحديد نوع ومدى كسور العظام في الحالات الاسعافية. وباستخدام [مادة ظليلة] كالباريوم كما يمكن أن تستخدم هذه الطريقة لتصوير المعدة والكولونات وبهذا تساعد على تشخيص القرحة أو اكتشاف سرطان القولون والكثير من أمراضها.

### الأشعة المقطعية
التصوير بالأشعة المقطعية هي طريقة للحصول على صورة لمستوي واحد أو مقطع في جسم ما..وهناك عدة أنواع منه:
- الأشعة المقطعية الخطية: وهي من أبسط أنواع الأشعة المقطعية. حيث يتحرك أنبوب الأشعة السينية من النقطة (أ) إلى النقطة (ب) فوق المريض بينما يتحرك مستقبل الإشعاع بشكل متزامن تحت المريض من النقطة (ب) إلى النقطة (أ) حيث توضع نقطة المحور في المنطقة المهتم بتصويرها شعاعياً. في هذه الحالة فإن المناطق فوق وتحت المستوى المحرقي سوف تكون الصورة فيها مشوشة. لم تعد هذه الطريقة تستخدم وتم الاستعاضة عنها بالتصوير بالأشعة المقطعية المبرمج.
- التصوير بالأشعة المقطعية المتعدد: هو خليط من التصوير بالأشعة المقطعية. حيث في هذه الطريقة يتم برمجة عدة حركات هندسية مثل الحركة عل قطع ناقص، دائرة، على شكل حرف 8، وقطع مكافئ. قامت شركة فيليبس بإنتاج واحدة من هذه الأجهزة أطلقت عليه اسم بوليتوم 'Polytome' ولكنه لم يعد يستخدم حالياً واستبدل بالتصوير بالأشعة المقطعية المبرمج.
- التصوير بالأشعة المقطعية المبرمج (CT): أو يعرف أيضاً بالتصوير بالأشعة المقطعية المحوري المبرمج (CAT)وهو تصوير حلزوني ينتج صوراً ثنائية البعد لكل مقطع رقيق في الجسم. تستخدم الأشعة السينية، ولا ينصح بتكرار هذا التصوير بشكل كبير وذلك لتفادي الآثار الصحية.

### الموجات فوق الصوتية
يستخدم التصوير باستخدام التخطيط التصواتي وهي موجات صوتية ذات تردد عال يتراوح بين 2 إلى 10 ميغاهرتز والتي تنعكس من قبل أنسجة الجسم بزوايا مختلفة لتنتج صوراً ثنائية الأبعاد عادة على شاشة المرقاب. غالباً ما تستخدم هذه الطريقة لمراقبة الجنين عند النساء الحوامل. تتضمن بعض الاستخدامات الهامة الأخرى تصوير الأعضاء الباطنة، القلب، الأعضاء التناسلية الذكرية، وأوردة الأرجل. على الرغم أن هذه الطريقة تقدم معلومات تشريحية أقل من طرق التصوير الأخرى كالتصوير بالأشعة المقطعية أو بالرنين المغناطيسي إلا أن لها العديد من الميزات التي تجعلها من أفضل أدوات التشخيص في العديد من الحالات وخاصة الحالات التي تتضمن دراسة وظائف الأعضاء المتحركة في الزمن الفعلي، كما أنه من الآمن أيضاً استخدام هذه الطريقة على اعتبار أن المريض لا يتعرض إلى أي تأثير إشعاعي ولم يثبت أن سببت الموجات التصواتية أي أعراض صحية. كما أن هذه الطريقة رخيصة بشكل نسبي وسريعة. كما أنه من الممكن نقل أجهزة التصوير بالموجات التصواتية إلى مكان وجود المريض في حال كان من الصعب إحضار المريض إلى مكان التصوير الشعاعي كما في حالات العناية المشددة. من الممكن استخدام الصور الحية في عمليات التصريف أو التنظير الداخلي.

### الفلوروسكوبي
ينتج الفلوروسكوبي صوراً حية للأعضاء الداخلية للجسم بنفس طريقة التصوير بالأشعة ولكنها توظف دخلاً ثابتاً للأشعة السينية. تستخدم مادة وسيطة مثل الباريوم، اليود، والهواء لإظهار الأعضاء الداخلية أثناء عملها. تستخدم طريقة التصوير الفلوروسكوبي في العمليات تحت التصوير عندما تكون هناك حاجة للحصول على معلومات عن الأعضاء الداخلية أثناء العملية.

### التصوير بالرنين المغناطيسي (MRI)
التصوير بالرنين المغناطيسي يستخدم مغناطيسات قوية ليستقطب نواة الهيدروجين (بروتون وحيد) في جزيئات الماء الموجودة في الأنسجة البشرية مولدة إشارة قابلة للالتقاط حيث يتم فك تشفيرها معطية صورة للجسم. يستخدم التصوير بالرنين المغناطيسي ثلاث أنواع من الحقول الكهرومغناطيسي: حقل مغناطيسي ساكن قوي جداً (من فئة عدة وحدات تسلا) من أجل استقطاب نويات الهيدروجين، يدعى بالحقل الساكن، هناك حقل أضعف منه متغير مع الزمن (من فئة 1 كيلو هرتز) من أجل الترميز الخاص، يسمى بحقل الميلان، وحقل موجات راديوية ضعيف من أجل التلاعب بنويات الهيدروجين لإنتاج إشارات ممكنة القياس يتم تجميعها خلال هوائي الموجات الراديوية. كما في الأشعة المقطعية فإن التصوير بالرنين المغناطيسي انتج صوراً للمقاطع والشرائح الرقيقة للجسم ولذلك تم اعتباره نوعاً من أنواع التصوير بالأشعة المقطعية. تتمكن أجهزة التصوير بالرنين المغناطيسي الحديثة من إنتاج صوراً ثلاثية الأبعاد والتي تعتبر تعميماً للصور الثنائية البعد. على خلاف التصوير بالأشعة السينية فإن التصوير بالرنين المغناطيسي لا يستخدم أي نوع من الأشعة المؤينة وبالتالي فإنه لا يتصاحب مع مخاطر صحية، حيث أنه ليس من المعروف وجود أي مخاطر صحية على المستوى البعيد للتعرض إلى حقل مغناطيسي ساكن قوي ولكن هذا الأمر لا يزال موضع جدال وبحث علمي. ولذلك لا يوجد أي تحديد لعدد المرات التي من الممكن للمريض أن يتعرض لها للتصوير بالرنين المغناطيسي على خلاف التصوير بالأشعة السينية. ولكن يوجد مخاطر صحية من جراء تسخين الأنسجة بتعريضها لحقل الأمواج الراديوية والتأثير على الأجهزة المزروعة ضمن الجسم كمنظمات عمل القلب.
على اعتبار أن طريقتي التصوير بالأشعة المقطعية والتصوير بالرنين المغناطيسي تختلفان في حساسيتهما لمواد الأنسجة المختلفة، لذلك فإن الصور الناتجة عن كلا الطريقتين تختلف بشكل ملحوظ. تنتج الصور في الأشعة السينية المقطعية عن طريق حجب مرور الأشعة بواسطة الأنسجة الكثيفة، بينما تكون جودة الصورة ضعيفة في مناطق الأنسجة الطرية. بينما بروتون الهيدروجين يكون موجوداً في معظم الأنسجة الطرية التي تحتوي على الكثير من جزيئات الماء. وهنا تستخدم تقنية مطابقة الصور بواسطة الكمبيوتر للحصول على صورة واضحة لمختلف الأنسجة بمطابقة صورتي الأشعة السينية والرنين المغناطيسي.

### التصوير النووي
تستخدم الصور من كاميرا غاما في الطب النووي لالتقاط مناطق النشاط الحيوي والتي غالباً ماتكون مترافقة مع الأمراض كالسرطان. يتم حقن المريض بنظير مثل نظير اليود 123 I123 حيث يتم امتصاص هذه النظائر بسرعة أكبر من قبل المناطق الحيوية الفعالة في الجسم كالأورام السرطانية أو الشقوق في العظام.

### التصوير بإشعاعالبوزيترون(PET)
يستخدم التصوير بالبوزيترونات (PET)بشكل خاص في التحري عن أمراض الدماغ والقلب. وكما في الطب النووي يستخدم نظير له عمر النصف قصير، فتكون مدة نشاطه الإشعاعي في الجسم قضيرة، مثل نظير الفلور 18 18F الذي يمكن أن يدخل في تركيب مواد تستهلك في الجسم البشري مثل سكر الجلوكوز، الذي يتم استهلاكه بشكل مباشر من قبل الخلايا السرطانية.
وتتواجد أجهزة التصوير بإشعاع البوزيترون بشكل متوازي مع أجهزة التصوير بالأشعة المقطعية حيث من الممكن أجراء الصورتين دون الحاجة إلى تحريك المريض. وهذا يسمح باكتشاف الأورام السرطانية بالمرافقة مع تشريح أعضاء المريض الذي تم الحصول عليه بالأشعة السينية.

### التصوير الصوتي
تم تطوير تقنية التصوير الصوتي حديثاً واستخدامها في تطبيقات التصوير الطبي. وهي تدمج ميزات الامتصاص الضوئي مع المجال للموجات الفوق صوتية للحصول على صور على أعماق كبيرة نسبياً. وقد أظهرت الأبحاث الحديثة أن تقنية التصوير الصوتي ممكنة الاستخدام في تحليل ومراقبة الأورام، أكسدة الدم، التصوير الدماغي الوظيفي، واكتشاف الأورام القيتامينية الجلدية.

## تقنيات التصوير الطبية في العيادات أو التصوير الحيوي

### المجهر الإلكتروني
لفحص عينات أصغر من الخلايا، كمكونات الخلايا أو الفيروسات، قد يختار العلماء واحداً من بضعة أنواع من المجاهر الإلكترونية. في المجهر الإلكتروني Electron microscope تقوم حزمة من الإلكترونات، بدل شعاع من الضوء، بإعطاء صورة مكبرة للعينة. المجاهر الإلكترونية أقوى بكثير من المجاهر الضوئية. ويمكن لبعض المجاهر الإلكترونية أن تظهر حتى محيط ذرّات منفصلة في إحدى العينات. حيث من الممكن ان تصل قوة تكبير المجهر الإلكتروني إلى ما يقارب 2.000.000 مرة.

## الحصول على صور ثلاثية الأبعاد
مؤخراً تم تطوير تقنيات تمكن من الحصول على صور ثلاثية الأبعاد من الأشعة المقطعية CT، صور الرنين المغناطيسي MRI، أو التصوير بالموجات الفوق صوتية. في العادة تنتج تقنيات التصوير صوراً ثنائية البعد لشرائح مقاطع الجسم على فيلم، ومن أجل الحصول على صور ثلاثية الأبعاد يتم دمج صور الشرائح المتتالية في الحاسوب لإنتاج نموذج ثلاثي الأبعاد تظهر على شاشة الحاسوب. وهذه النماذج تسهل على الطبيب مراقبة الأعضاء الداخلية بزوايا رؤية مختلفة وبسرعة. وتستخدم تقنية مشابهة للحصول على النماذج الثلاثية الأبعاد من بيانات التصوير بالأمواج الفوق صوتية.
لهذه التقنية اهمية كبيرة في التصوير الطبي، وقد ساهمت في تطوير الكثير من العمليات الجراحية التي لم تكن موجودة سابقاً، على سبيل المثال عملية فصل التوأم الإيراني لاله ولادان بيجاني من قبل الطبيب كيث غوه السنغافوري في العام 2003.
بالإضافة إلى ذلك تجري أبحاث من أجل استخدام هذه التقنية في المجال الصناعي للحصول على نماذج لقطع ميكانيكية من الصور الثلاثية الأبعاد المأخوذة بالأشعة السينية لهذه القطع.

## التصوير الطبي لغير أهداف تشخيص الأمراض
تستخدم تقنيات التصوير الدماغي مؤخراً في تجارب على الإنسان (خاصة المعاقين) من أجل التحكم بأجهزة خارجية باستخدام الأمواج الدماغية، أو مايطلق عليه اسم التفاعل الدماغي الحاسوبي.

## تاريخ التصوير الطبي
بدأ التصوير في عام 1895 مع اكتشاف الآشعة السينية (ويطلق أيضاً عليه آشعة rontgen (روتنج)) ويعد هذا الرجل أول من وصف محتوياته بأدق التفاصيل، وهو نوع من الإشعاع الكهرومغناطيسى. واكتشفت هذه التطبيقات المختلفة قربيا، وطرحت آشعة التشخيص في وقت مبكر جدا للاستخدام قبل اكتشاف أخطار الإشعاع المؤين. في البداية جرى التصوير على مجموعات كبيرة من الموظفين في المستشفيات، وشملت علماء، مصورين، أطباء، ممرضات، مهندسين. حول الطب التشخيص في الاشعة وترعرع للتكنولوجيا الجديدة، واستمر ذلك لعدة سنوات، عندما تطورت الاختبارات التشخيصية والاشعة السينية الجديدة، فكان من الطبيعى أن يجرى اختبار تدريبي للمصورين على هذه التكنولوجيا الجديدة وحدث هذا أولا مع الكشف الفلورى في: حساب tomography (تاموجرافى) عام 1960 الفحص الثديي بالموجات فوق الصوتية عام 1970 التصوير بالرنين المغناطيسى عام 1980 إضافة إلى قائمة المهارات التي يستخدمها المصورون الاشعاعيون، إلا أن هذه التخصصات لا تستخدم الإشعاع المؤين أو الاشعة السينية. وبالرغم من ضيق قاموس التصوير قد تعرف باسم «التقاط الآشعة اسينية» وكان هذا فقط مجرد جزء من قسم التصوير بالآشعة السينية. ويستخدم المصورون الآشعة السينية أيضا في مجال «الاختبار الغير تدميرى» حيث يستخدم أيضا أحدث تكنولوجيا الفحص بالموجات الصوتية.

## الاستخدام في التجارب السريرية الدوائية
أصبح التصوير الطبي أداة رئيسية في التجارب السريرية لأنه يتيح التشخيص السريع مع التصور والتقييم الكمي.
تمر التجربة السريرية النموذجية بعدة مراحل وقد تستغرق حتى ثماني سنوات. تُستخدم نقاط النهاية السريرية لتحديد ما إذا كان العلاج آمنًا وفعالًا. عند وصول المريض إلى نقطة النهاية، يتم عادة استبعاده من التفاعل التجريبي المستقبلي. التجارب التي تعتمد فقط على نقاط النهاية السريرية مكلفة جدًا بسبب طول مدتها وحاجتها إلى أعداد كبيرة من المرضى. بالمقابل، أظهرت نقاط النهاية البديلة تقليص الوقت اللازم لتأكيد ما إذا كان الدواء له فوائد سريرية. أظهرت المؤشرات الحيوية التصويرية (وهي خاصية تُقاس موضوعيًا بتقنية تصوير وتُستخدم كمؤشر للاستجابة الدوائية للعلاج) ونقاط النهاية البديلة تسهيل استخدام مجموعات صغيرة من المرضى، والحصول على نتائج سريعة مع قوة إحصائية جيدة.
يمكن للتصوير الطبي كشف التغيرات الدقيقة التي تُعد مؤشرًا على تطور العلاج، والتي قد يتم تجاهلها باستخدام الأساليب التقليدية الأكثر ذاتية. كما يُقلل من الانحياز الإحصائي، حيث يتم تقييم النتائج دون أي تواصل مباشر مع المريض.
تُستخدم تقنيات التصوير مثل التصوير المقطعي بالإصدار البوزيتروني (PET) والتصوير بالرنين المغناطيسي بشكل روتيني في مجالي الأورام وعلوم الأعصاب. على سبيل المثال، يُعد قياس انكماش الورم نقطة نهاية بديلة شائعة الاستخدام في تقييم استجابة الأورام الصلبة، مما يتيح تقييمًا أسرع وأكثر موضوعية لتأثيرات الأدوية المضادة للسرطان.
في مرض ألزهايمر، يمكن لصور الرنين المغناطيسي الكاملة للدماغ أن تقيّم بدقة معدل ضمور الحُصين، بينما يمكن لفحوصات PET قياس النشاط الأيضي في الدماغ من خلال قياس استقلاب الجلوكوز في المناطق المختلفة، وكذلك الكشف عن لويحات بيتا أميلويد باستخدام مواد تتبع مثل مركب بيتسبرغ ب PiB»». تاريخيًا، كان استخدام التصوير الطبي الكمي أقل في مجالات أخرى من تطوير الأدوية، رغم أن الاهتمام به يزداد تدريجيًا.
عادةً ما تتكون التجربة السريرية المعتمدة على التصوير من ثلاثة مكونات:
1. بروتوكول تصوير واقعي، هو مخطط يحدد الطريقة المعيارية (قدر الإمكان عمليًا) التي يتم من خلالها الحصول على الصور باستخدام تقنيات مختلفة مثل PET وSPECT وCT و«التصوير بالرنين المغناطيسي». ويشمل التفاصيل المتعلقة بكيفية تخزين الصور ومعالجتها وتقييمها.
2. مركز تصوير، وهو المسؤول عن جمع الصور، وتنفيذ مراقبة الجودة، وتوفير الأدوات الخاصة بتخزين البيانات وتوزيعها وتحليلها. من المهم عرض الصور الملتقطة في أوقات مختلفة بصيغة موحدة لضمان موثوقية التقييم. توفر بعض منظمات البحوث التعاقدية المتخصصة في التصوير الطبي خدمات شاملة، بدءًا من تصميم البروتوكول وإدارة المواقع السريرية، وصولًا إلى ضمان جودة البيانات وتحليل الصور.
3. المواقع السريرية، وهي التي تقوم بتجنيد المرضى للحصول على الصور وإرسالها إلى مركز التصوير.

## المخاطر والمسائل المتعلقة بالسلامة
يمكن أن يؤدي التصوير الطبي إلى إلحاق ضرر بالمريض ومقدم الرعاية الصحية من خلال التعرض للإشعاع المؤين، أو المواد الظليلة المحتوية على اليود، أو المجالات المغناطيسية، أو غيرها من المخاطر.
يُعد الرصاص المادة الرئيسية المستخدمة للحماية من الأشعة السينية المتناثرة في التصوير الشعاعي.
توجد حماية من ترددات الراديو (RF) وكذلك حماية مغناطيسية لمنع التشويش الخارجي على جودة الصورة في التصوير بالرنين المغناطيسي.

## حماية الخصوصية
يخضع التصوير الطبي عمومًا لقوانين الخصوصية الطبية. فعلى سبيل المثال، يضع قانون قابلية نقل وتأمين التأمين الصحي (HIPAA) في الولايات المتحدة قيودًا على مقدمي الرعاية الصحية في ما يخص استخدام المعلومات الصحية المحمية، وهي أي معلومات قابلة للتحديد ترتبط بالحالة الصحية الجسدية أو النفسية للفرد في الماضي أو الحاضر أو المستقبل.
ورغم عدم صدور قرار قانوني حاسم في هذا الشأن، تشير العديد من الدراسات إلى أن الصور الطبية تحتوي على معلومات بيومترية يمكن أن تُميز الشخص بشكل فريد، وبالتالي تُعتبر معلومات صحية محمية و/أو من الفئات الخاصة من البيانات الشخصية.
تشير الإرشادات الأخلاقية الصادرة عن المجلس الطبي العام في المملكة المتحدة إلى أن المجلس لا يشترط الحصول على موافقة مسبقة عند تسجيل صور الأشعة السينية. ومع ذلك، توضح نفس الإرشادات أن الصور والتسجيلات يجب أن تكون مجهّلة الهوية، وتقر بأن التفاصيل التي قد تبدو غير مهمة قد تكون قادرة على تحديد هوية المريض. وبناءً على ذلك، يجب توخي الحذر الشديد بشأن مجهولية الهوية عند استخدام أو نشر صور الأشعة السينية دون موافقة، سواء في المجلات أو المواد التعليمية، المطبوعة أو الإلكترونية.

## الصناعة
تشمل الجهات العاملة في صناعة التصوير الطبي كلًا من مصنّعي معدات التصوير، ومرافق الأشعة المستقلة، والمستشفيات.
قُدِّرت السوق العالمية للأجهزة المُصنَّعة بحوالى 5 مليارات دولار أمريكي في عام 2018. ومن بين المصنّعين البارزين حتى عام 2012: فوجي فيلم، وجي إي للرعاية الصحية، وسيمنز هيلثينيرز، وفيليبس، وشيمادزو، وتوشيبا، وكيرستريم هيلث، وهيتاشي، وهولوجيك، وإيساوتي. وفي عام 2016، وُصفت صناعة التصنيع بأنها احتكارية ناضجة، وقد شملت الشركات الداخلة حديثًا سامسونغ ونيوسوفت ميديكل.
في الولايات المتحدة، قُدّر سوق فحوصات التصوير الطبي في عام 2015 بنحو 100 مليار دولار أمريكي، حيث تحدث 60% من الفحوصات في المستشفيات، و40% في العيادات المستقلة مثل سلسلة «راد نت».